# Extrudering

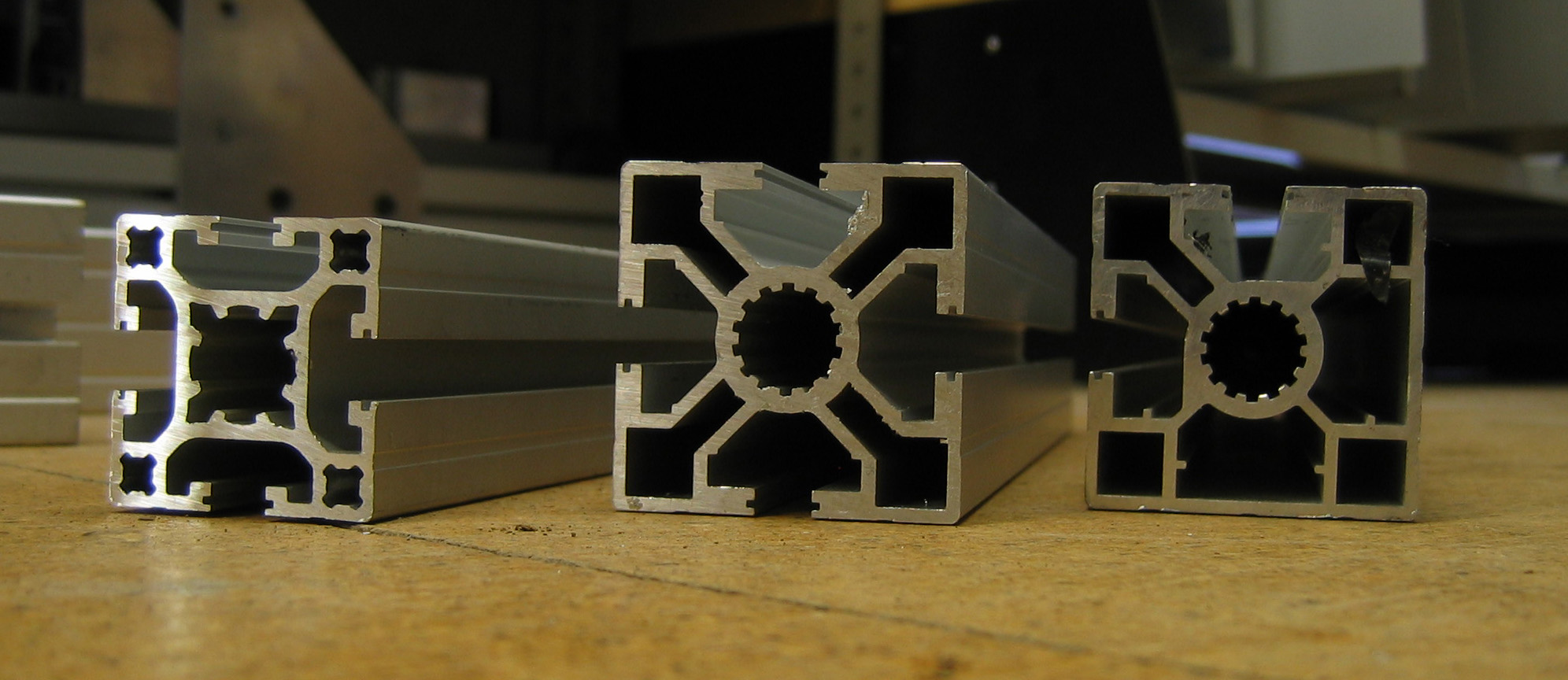
Extruderade aluminiumprofiler

Extrudering, strängpressning eller strängsprutning är en teknik för att tillverka föremål med en profil som har ett genomgående tvärsnitt. För att uppnå detta pressas eller dras material genom en form eller matris. Med hjälp av tekniken kan mängder av produkter göras i ett antal olika material, bland annat plast och metall. Vanliga material att extrudera är metall, polymerer, keramik, trä, betong och matvaror. Exempelvis stålrör eller långsmala gummi- och plastprodukter som listprofiler och pellets uppstår när dessa material extruderas. Extrudering går till så att materialet trycks genom ett munstycke en så kallad matris. Matrisens utformning bestämmer hur profilens form blir. Föremål som extruderats är normalt ganska långa och har alltid samma genomskärningsyta längs hela längden.

## Process
För het- eller varmextrudering börjar processen med att material värms upp. Sedan laddas det uppvärmda materialet i en behållare i pressen. Det uppvärmda materialet pressas sedan genom matrisen. Efter extruderingen kan produkten sträckas för att göra den rakare. Önskas bättre egenskaper eller toleranser kan produkten värmebehandlas eller kallbearbetas.

### Varmextrudering
Varmextrudering är en varmformningsprocess vilket innebär att materialet värms upp till dess rekristallisationstemperatur för att det inte ska genomgå kallbearbetning och för att göra det enklare att pressa materialet genom matrisen.

### Kallextrudering
Kallextrudering genomförs vid rumstemperatur eller nära det temperaturintervallet. Fördelar med detta i förhållande till varmextrusion är att materialet inte oxideras, produkten blir mer hållfast tack vare kallbearbetningen, bättre toleranser samt högre ytfinhet.

### Tempererad extrudering
Tempererad extrudering genomförs i temperatur som är högre än rumstemperatur men lägre än rekristallationstemperaturen. Det kan för bl. a. stål handla om intervall mellan 420 och 975 °C. Med denna teknik kan en balans av hårdhet, styrka, duktilitet och slutliga extrusionsegenskaper uppnås.

## Maskinverktyg
Vid extrudering används en så kallad extruder, vilket är den mekanism som formar material genom att pressa det genom en profilgivande öppning eller munstycke. Extruderingen kan även ske med hjälp av en konisk skruv. 